# Médaille de l'Académie des lettres du Québec
Pour un article plus général, voir Académie des lettres du Québec.
La médaille de l'Académie des lettres du Québec est une distinction québécoise décernée à un écrivain pour l'ensemble de son œuvre ou à une personnalité de la vie culturelle.

## Lauréats
- 1946 - Gabrielle Roy
- 1947 - Germaine Guèvremont
- 1958 - Raymond Barbeau
- 1959 - Jean Bruchési
- 1961 - Paul Morin
- 1962 - Pierre Daviault
- 1963 - Geneviève Massignon
- 1967 - Robert de Roquebrune
- 1974 - Gilles Marcotte
- 1980 - Séraphin Marion
- 1984 - Anne Hébert
- 1985 - Luc Lacourcière
- 1986 - Marcel Dubé
- 1987 - Félix Leclerc
- 1988 - Gratien Gélinas
- 1989 - Paul Beaulieu
- 1990 - Gaston Miron
- 1991 - Réginald Martel
- 1992 - Gilles Vigneault
- 1993 - Maurice Lemire
- 1994 - Maryvonne Kendergi
- 1995 - Roland Giguère
- 1996 - Jean-Marc Léger
- 1997 - Marie-Éva de Villers
- 1998 - Lise Bissonnette
- 1999 - Claire Martin
- 2000 - Gaston Bellemare
- 2003 - Jacques Lacoursière
- 2004 - Yvan Lamonde
- 2005 - André Vanasse
- 2006 - Françoise Sullivan
- 2007 - Jacques Godbout
- 2008 - Pierre Vadeboncœur
- 2009 - Jean-Jacques Nattiez
- 2010 - Fernand Ouellet
- 2011 - François Ricard
- 2012 - Robert Lepage
- 2013 - François-Marc Gagnon
- 2014 - Gaëtan Dostie
- 2015 - Patricia Smart
- 2016 - Jacques Brault
- 2017 -  Denys Arcand